# Lugau/Erzgeb.
Lugau/Erzgeb. település Németországban, azon belül Szászország tartományban. Lakosainak száma 7771 fő (2023. december 31.).

## Népesség
A település népességének változása:
| Lakosok száma | 7671 | 8072 | 8013 | 7824 | 7844 | 7771 |
|               | 2012 | 2017 | 2019 | 2021 | 2022 | 2023 |